# Colossal Cave Adventure
Colossal Cave Adventure (ook bekend onder de titel Adventure) is het eerste tekstgebaseerde avonturenspel dat in 1976 werd ontwikkeld door William Crowther voor de PDP-10 mainframe. Het spel werd in 1977 uitgebreid in samenwerking met Don Woods.

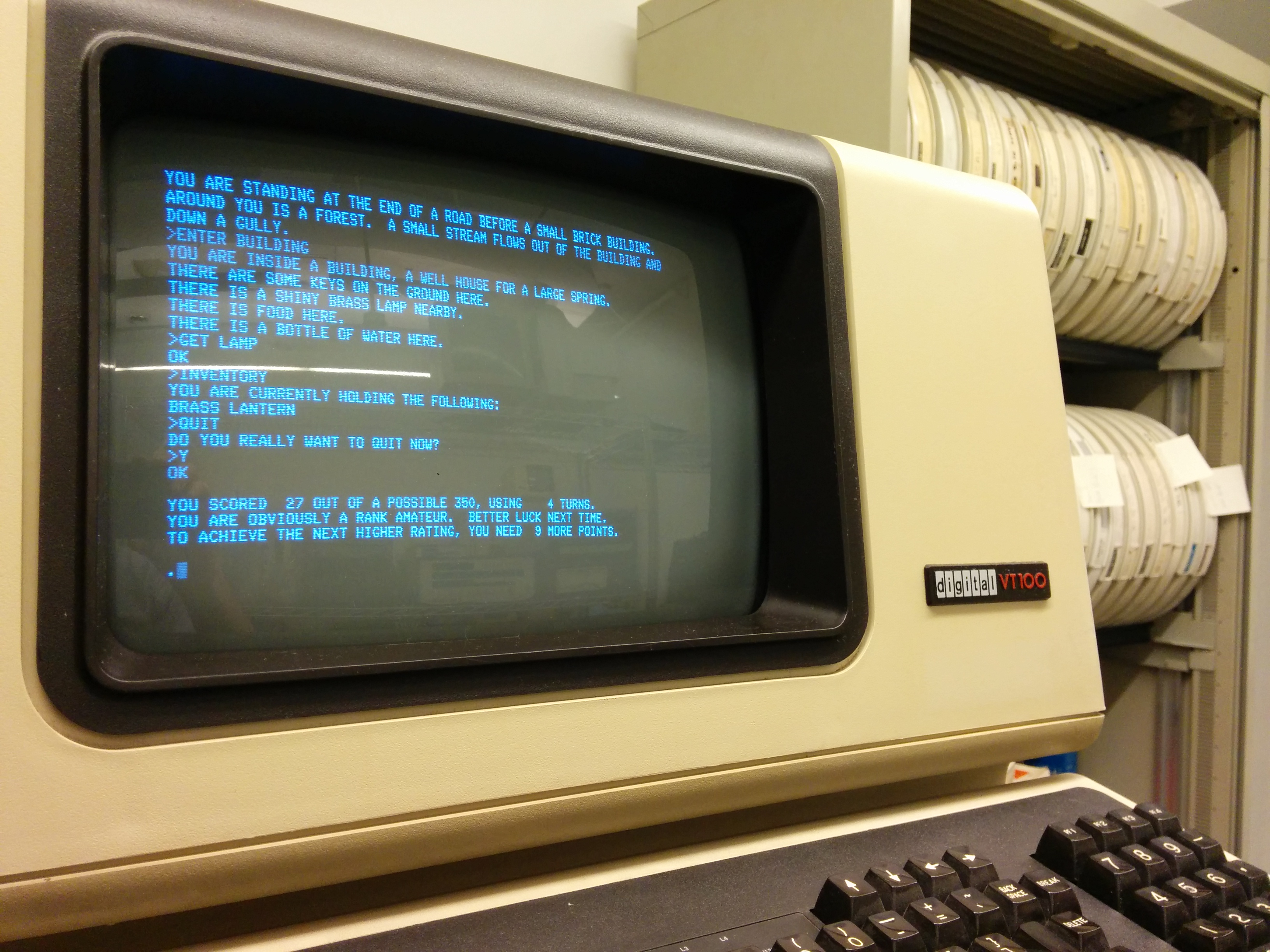
Colossal Cave Adventure op een VT100 terminal.

## Spel
In het spel verkent de speler een ondergronds gangenstelsel dat naar verluidt zou zijn gevuld met goud en vele schatten. Het spel bestaat uit meerdere gebieden, waar de speler kan bewegen en interactie met voorwerpen kan hebben.
Door het intoetsen van instructies die bestaan uit een of twee woorden kan de speler lopen, kijken en voorwerpen openen. Woods' versie breidde de grootte van het spel uit en voegde fantasie-elementen toe, zoals draken en magische spreuken.

## Invloed
Colossal Cave Adventure was een van de eerste spellen voor een teleprinter of teletypemachine. Het werd zeer populair in de computergemeenschap eind jaren 70 en er verschenen diverse ports en aangepaste versies voor andere computersystemen.
Ook had het spel grote invloed op latere avonturenspellen, waaronder Zork (1979), Adventureland (1978), Mystery House (1980) en Rogue (1980), en het legde de basis voor het genre van computerrollenspellen (RPG's).
Colossal Cave Adventure werd in 2019 opgenomen in de internationale World Video Game Hall of Fame en het Amerikaanse International Center for the History of Electronic Games.

## Ports
- CP/M (1979)
- Nascom, BBC Micro (1982)
- Atari 8-bit, Camputers Lynx, Commodore 64, Oric, ZX Spectrum (1983)
- Amstrad CPC, Memotech MTX, MSX (1984)
- Enterprise (1985)
- DOS (1993)
- Browserspel (2007)
- Linux, Mac OS X, Windows (2008)
- Android (2009)